# Ajita Wilson
Ajita Wilson (Brooklyn, Nueva York; 12 de enero de 1950 - Roma; 26 de mayo de 1987) fue una actriz de cine y actriz pornográfica estadounidense.

## Biografía
No se conocen demasiados detalles acerca de su juventud, de acuerdo con la mayoría de las versiones era una mujer transexual, nacida en Brooklyn en 1950 como George Wilson. De acuerdo con la noticia de su muerte publicada en La Stampa habría nacido en Míchigan, de padre estadounidense y madre brasileña. Trabajó como bombero y después comenzó a actuar en espectáculos en locales nocturnos.
Cambió de sexo a mediados de la década de 1970; después de su operación comenzó a hacer cine pornográfico underground en Nueva York. Descubierta por un productor europeo de cine pornográfico, se trasladó a Europa, donde intervino en más de cuarenta películas exploitation y softcore durante las décadas de 1970 y 1980, rodadas principalmente en Italia y Grecia. Muchas de sus películas italianas contaban con una versión censurada en Italia y otra más explícita para el mercado internacional. 
Entre los realizadores para los que trabajó se encuentran los españoles Jesús Franco y Mariano Ozores, además de los italianos Lucio Fulci y Sergio Bergonzelli. Con Ozores rodó Los energéticos en 1979, comedia protagonizada por la entonces taquillera pareja formada por Fernando Esteso y Andrés Pajares; el realizador recordaba en un libro de memorias su trabajo con la actriz:
«Para el personaje de "la mala" pedí a producción que me buscaran a una mujer de color, espectacular, atractiva, pero de aspecto agresivo, y me trajeron de Italia a Ajita Wilson. Cuando me la presentó Bermúdez de Castro (productor) me llamó la atención. Más alta que yo -y mido uno ochenta y dos-, de rostro anguloso, penetrante mirada y de piel más negra que el pelo de una pantera. No hablaba español, sólo inglés y algo que tenía un cierto parecido con el italiano, pero era muy expresiva. Me extrañaron sus manos, enormes, y sus pies, un cuarenta y tres largo. No obstante, causó la admiración de todo el equipo y de todos los huéspedes del Hotel Valparaíso de Palma de Mallorca donde estábamos instalados y donde rodamos varias escenas. La admiración se tornaba en asombro cuando se ponía a tomar el sol en la piscina.».
Según Mariano Ozores, Andrés Pajares tenía una escena en la que Ajita Wilson debía tomarlo violentamente y darle un beso de tornillo, Bermúdez de Castro confesó a Ozores que «la tal Ajita era un transexual operado, que se llamaba algo así como Estanislaw Colcoski y que había sido bombero en Chicago». Ozores tuvo que revelarlo a su vez a Pajares, que habló muy seriamente con el director (y también guionista) para que cambiase la escena y suprimiera el beso, petición a la que se accedió, en medio de críticas a la falta de profesionalidad del actor. Ozores concluye diciendo que «de todos modos, nunca he tenido la seguridad de que fuese verdad lo que me dijo Bermúdez de Castro».
En La amante ambiciosa (1982), rodada en Grecia, apareció junto a María José Cantudo y Claudia Gravy; aquel mismo año coincidió con la también transexual Eva Coatti en El regreso de Eva Man. En Italia, además de en el cine, actuó de manera habitual en locales nocturnos. 
Falleció a consecuencia de un ictus que le ocasionó una hemorragia cerebral, tras haber sufrido un accidente de automóvil. Fue incinerada, sus cenizas fueron entregadas a su familia o amigos.
En una entrevista concedida tras la muerte de Wilson, el director Carlos Aured, que la había dirigido en Apocalipsis sexual, fue cuestionado acerca de las especulaciones en torno a si la actriz era transexual. Aured contestó simplemente que Ella era encantadora, bella y muy profesional. El resto no importa.

## Filmografía
- La principessa nuda, de Cesare Canevari (1976) ... Princess Mariam
- Afrodita negra (Nel mirino di Black Aphrodite), de Pavlos Filippou (1977) ... Tamara (como Ajita)
- Garganta profunda negra (Gola profonda nera), de Guido Zurli (1977) ... Claudine
- Sylvia im Reich der Wollust/I pornodesideri di Silvia, de Franz Josef Gottlieb (1977) ... Cula Caballé
- La bravata, de Roberto Bianchi Montero (1977)
- Proibito erotico, de Luigi Batzella (1978) ... Julie
- Adolescenza morbosa, de Erwin C. Dietrich (como Michael Thomas) (1978)[8]
- L'amour chez les poids lourds, (1978) ... Calypso (sin acreditar)
- Candido erotico, de Claudio De Molinis (1978) ... Sex Show Performer
- Bactron 317 ou L'espionne qui venait du show, de Jean-Claude Strömme y Bruno Zincone (1978) ... Barbara[9]
- Noches pornográficas (Emanuelle e le porno notti nel mondo n.2), de Bruno Mattei y Joe D'Amato (1978) ... como ella misma
- Una donna di notte, de Nello Rossati (1979)
- Pensión de amor, sexo incluido (Pensione amore servizio completo), de Luigi Russo (1979)
- Libidine, de Raniero di Giovanbattista (1979) ... Mary
- Los energéticos, de Mariano Ozores (1979) ... Carla
- Eros Perversion, de Ron Wertheim (1979) ... Antonia
- Pensamientos morbosos (Pensieri morbosi), de Jacques Orth (como Jack Regis) (1980)[10]
- El infierno de las mujeres (Femmine infernali), de Edoardo Mulargia (como Edward G. Muller) (1980) ... Zaira[11]
- Luca el contrabandista (Luca il contrabbandiere), de Lucio Fulci (1980) ... Luisa
- Orinoco, paraíso del sexo (Orinoco prigioniere del sesso), de Edoardo Mulargia (1980) ... Muriel
- Eva man (Due sessi in uno), de Antonio D'Agostino (1980) ... Ajita
- La porno heredera (Erotiko pathos), de  Ilias Mylonakos (1981) ... Samantha[12]
- Sadomania (El infierno de la pasión) (Sadomania - Hölle der Lust), de Jesús Franco (1981) ... Magda Hurtado/Hombre teniendo sexo con Lucas
- Pasiones desenfrenadas, de Zacarías Urbiola (1981) ... Enrica
- Lujurioso deseo, amor y éxtasis (Erotiki ekstasi), de Ilias Mylonakos (1981) ... Sara[13]
- Apocalipsis sexual, de Carlos Aured y Sergio Bergonzelli (1982) ... Liza (como Ajita Whilson)
- Bacanales romanas, de Jaime J. Puig (1982) ... Ajita
- Catherine Chérie, de Hubert Frank (1982) ... Anita the dancer
- La amante ambiciosa (I Eromeni), de Omiros Efstratiadis (1982) ... Monika
- El regreso de Eva Man/El pitoconejo/La pitoconejo[14] de Zacarías Urbiola (1982) ... Ajita[15]
- Macumba sexual, de Jesús Franco (1983) ... Princesa Obongo
- Orgia stin Kerkyra, de Ilias Mylonakos (1983) ... Donna Washington
- La doppia bocca di Erika, de Zacarías Urbiola (1983) ... Erika
- Cuerpos desnudos (Corpi nudi), de Amasi Damiani (como Joseph Mallory) (1983) (sin confirmar)[16]
- Anomali erotes sti Santorini, de Stratos Markidis (como Thanasis Michailidis) (1983)
- Ta modela tis idonis, de Vangelis Fournistakis (como Angel Fournis) (1984)[17]
- Infierno entre rejas (Perverse oltre le sbarre), de Gianni Siragusa (como Willy Regant) (1984) ... Conchita[18]
- Detenute violente, de Gianni Siragusa (como Willy Regant) (1984) ... Eureka Thompson[19]
- To mikrofono tis Alikis, de Stratos Markidis (como Thanasis Michailidis) (1984) (como Ajita)[20]
- Stin Athina simera... oles ton pernoun fanera!, de Apostolos Tegopoulos (1984)
- Kai to proto pinelo, de Vagelis Fournistakis (1984)
- Idones sto Aigaio, de Apostolos Tegopoulos (1984) ... Ajita
- Los piratas de las islas salvajes (Savage Island), de Nicholas Beardsley (1985)[21][nota 1]
- Diakopes stin Ydra, (1986) (como Ajita)
- Bocca bianca, bocca nera, de Arduino Sacco (1986) ... Ramona
- La bottega del piacere, de Arduino Sacco (como Hard Sac) (1988)